# Dugald Macruairi

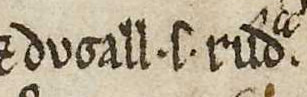
Der Name von Dugald in einem Manuskript aus dem 14. Jahrhundert

Dugald Macruairi (auch Dubhghall mac Ruaidhrí, Dugald mac Ruairi oder Dugald mac Roderick) († 1268) war ein schottischer Adliger, der den Titel König der Inseln beanspruchte.

## Herkunft und Anspruch auf den Königstitel
Dugald entstammte der Familie Macruarie. Er war ein Sohn von Ruairi, King of the Isles. Nach dem Tod seines Vaters, der vermutlich 1247 im Kampf gegen die Engländer in Irland fiel, reiste Dugald im Frühsommer 1248 nach Norwegen, um sich vom norwegischen König Håkon IV. als König der Inseln bestätigen zu lassen. Der norwegische König nahm ihn gnädig auf, doch er bestätigte statt Dugald dessen ebenfalls nach Norwegen gereisten Großcousin Ewen of Lorn als König. Dugald konnte somit nur die Besitzungen seines Vaters in Nordwestschottland übernehmen. Dugald war im Herbst 1248 noch in Norwegen. Wann er nach Schottland zurückkehrte, ist unklar. Während des Kriegs gegen Schottland auf den westschottischen Inseln 1249 spielte er offenbar keine Rolle. 1249 gestand der norwegische König aber auch Dugald den Rang eines Kleinkönigs zu, möglicherweise nachdem Ewen of Lorn vom schottischen König aus Argyll vertrieben worden war.

## Teilnahme an den Kämpfen in Irland
1253 reisten Dugald und Ewen of Lorn erneut zum norwegischen König, an dessen Feldzug nach Dänemark er teilnahm. In den 1250er Jahren verbündete er sich wie sein Vater mit den Iren im Kampf gegen die Engländer. 1258 plünderte er mit einer Flotte die Ländereien von englischen Siedlern in Connacht und enterte ein englisches Handelsschiff, das Wein, Kupfer, Eisen und Stoffe geladen hatte. Jordan de Exeter, der englische Sheriff von Connacht, bot daraufhin eine englische Flotte auf und stellte Dugald zur Schlacht, in der er aber besiegt und getötet wurde. Dies beeindruckte Aed O Conchobair, den irischen König von Connacht so, dass er 1259 eine Tochter von Dugald heiratete. Dugald gab seiner Tochter eine Mitgift von 160 Kriegern von den westschottischen Inseln, die die Iren in ihrem weiteren Kampf unterstützten. Er selbst nahm in den nächsten Jahren weiter an den Kämpfen in Irland teil. Damit machte sich Dugald den englischen König Heinrich III. zum Gegner. Der englische König mischte sich während der Minderjährigkeit des schottischen Königs Alexander III. in den 1250er Jahren mehrmals in die schottische Politik ein. Während er Ewen of Lorn und König Magnus III. von Man unter seinen Schutz stellte, stand er Dugald und seinem Cousin Angus Mor feindlich gegenüber.

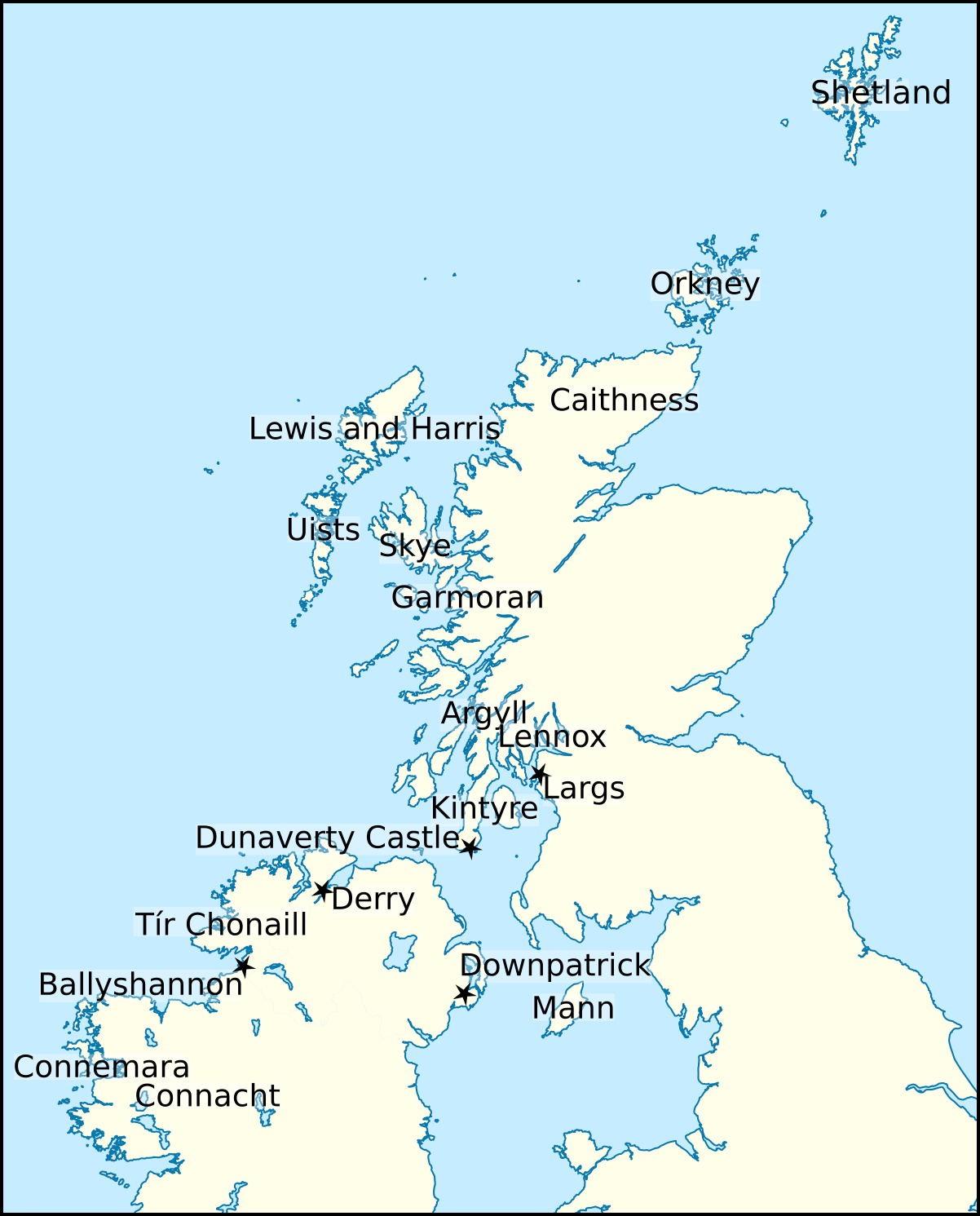
Karte von Schottland mit Orten, wo Dugald Macruairi nachweisbar ist

## Rolle im Norwegisch-Schottischen Krieg ab 1263
Als 1263 der norwegische König Håkon IV. mit einer Flotte einen Feldzug nach Westschottland führte, unterstützten ihn Dugald und sein Bruder Alan bereitwillig. Im Sommer des Jahres war Dugald auf Orkney und erklärte Abgesandten von König Håkon, dass seine Truppen sich den Norwegern anschließen würden. Als die norwegische Flotte im August vor Skye vor Anker lag, erschien Dugald in einem kleinen Kutter und erklärte, dass ihm die Norweger rasch folgen sollten. Bei Kerrera schlossen sich auch die Krieger und Langschiffe von Dugald der norwegischen Flotte an. Zusammen mit Magnus von Man erhielt Dugald das Kommando über 50 Langschiffe, um Tarbert auf Kintyre anzugreifen und zu plündern. Um diese Plünderungen zu beenden, war Angus Mor gezwungen, sich den Norwegern anzuschließen. Dann gehörte er zusammen mit seinem Bruder Alan zu den Kommandanten des Teils der norwegischen Flotte, die über das Loch Long einen Angriff auf Loch Lomond führten. Als sich der norwegische König im Oktober 1263 nach Orkney zurückzog, trennten sich Dugald und Alan vor der Isle of Mull von den Norwegern. Der norwegische König übertrug Dugald die Besitzungen des abtrünnigen Ewen of Lorn. Dies war jedoch eine leere Geste, denn ohne die Unterstützung der norwegischen Flotte waren die Verbündeten der Norweger auf den westschottischen Inseln den Schotten klar unterlegen. Der norwegische König starb im Dezember 1263 auf Orkney, und 1264 unternahmen die Schotten mehrere zerstörerische Feldzüge gegen die norwegischen Verbündeten. Magnus von Man unterwarf sich dem schottischen König, bevor seine Besitzungen geplündert wurden. Daraufhin folgten fast alle Lords der westschottischen Inseln seinem Beispiel. Nur Dugald setzte mit seinen Schiffen den Kampf gegen den schottischen König fort und musste schließlich angesichts der schottischen Übermacht nach Norwegen flüchten. Im Frieden von Perth musste der neue norwegische König Magnus III. auf die westschottischen Inseln verzichten. Dugald starb wenig später im norwegischen Exil. Sein Bruder Alan unterwarf sich dem schottischen König und konnte so sein Erbe antreten.

## Nachkommen
Dugald hatte mehrere Kinder:
- Tochter ⚭ Aed O Conchobair (Aed O’Connor) († 1274)
- Eric Macruari († 1287)

Nach irischen Annalen heiratete eine namentlich nicht genannte Tochter von Dugald 1259 den irischen Kleinkönig Aed O Conchobair. Dugalds Tochter erhielt als Mitgift 160 Krieger von den westschottischen Inseln, die unter dem Kommando von Dugalds Bruder Alan für ihn kämpften. Dugalds  Sohn Eric hatte im Krieg von 1263 ebenfalls auf norwegischer Seite gekämpft. Er ging mit seinem Vater ins Exil nach Norwegen, wo er schließlich als angesehener Adliger starb.